# Haczów (gmina)
Haczów – gmina wiejska w województwie podkarpackim, w powiecie brzozowskim. W latach 1975–1998 gmina położona była w województwie krośnieńskim.
Siedziba gminy to Haczów.
Według danych z 30 czerwca 2004 gminę zamieszkiwały 9123 osoby. Natomiast według danych z 31 grudnia 2017 roku gminę zamieszkiwało 9161 osób.

## Historia
Na początku 1939 tytułami honorowego obywatelstwa gminy zostali wyróżnieni: Ignacy Mościcki, Edward Śmigły-Rydz, Felicjan Sławoj Składkowski, Eugeniusz Kwiatkowski.

## Struktura powierzchni
Według danych z roku 2002 gmina Haczów ma obszar 71,3 km², w tym:
- użytki rolne: 76%
- użytki leśne: 15%

Gmina stanowi 13,19% powierzchni powiatu.

## Demografia

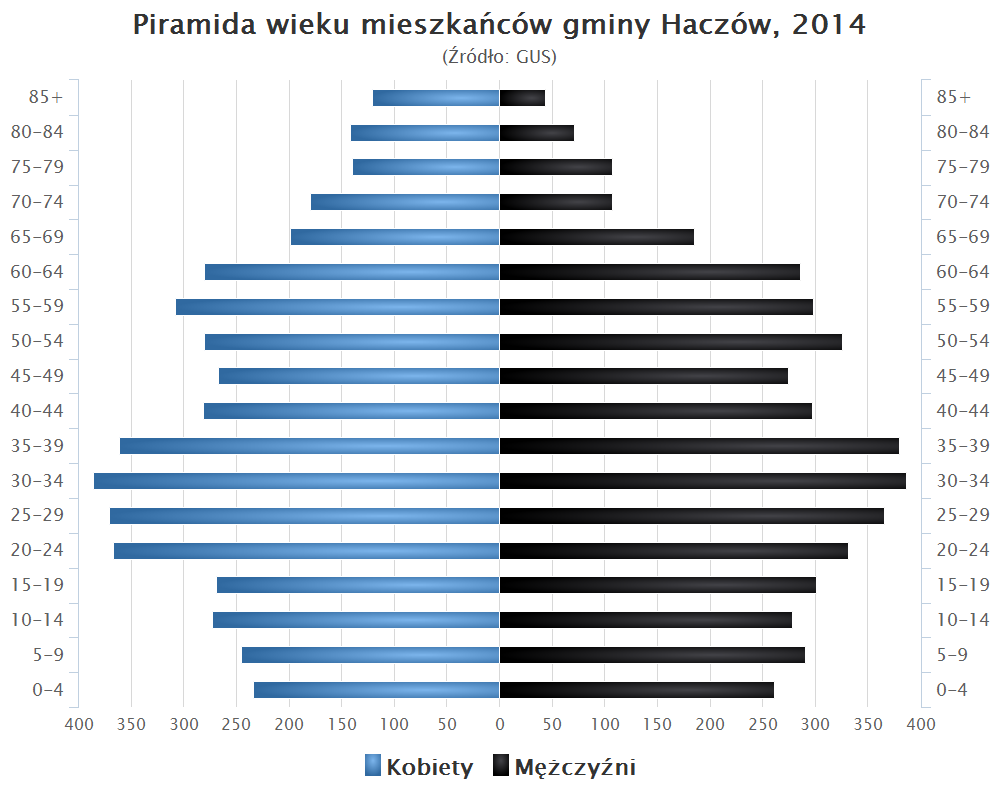
Piramida wieku mieszkańców gminy Haczów w 2014 roku

Dane z 31 grudnia 2017 roku.
| Opis                              | Ogółem | Ogółem | Kobiety | Kobiety | Mężczyźni | Mężczyźni |
| --------------------------------- | ------ | ------ | ------- | ------- | --------- | --------- |
| Jednostka                         | osób   | %      | osób    | %       | osób      | %         |
| Populacja                         | 9 161  | 100    | 4 617   | 50,4    | 4 544     | 49,6      |
| Gęstość zaludnienia [mieszk./km²] | 129    | 129    | 65      | 65      | 64        | 64        |

## Sołectwa
Buków, Haczów, Jabłonica Polska, Jasionów, Malinówka, Trześniów, Wzdów

## Sąsiednie gminy
Besko, Brzozów, Jasienica Rosielna, Korczyna, Krościenko Wyżne, Miejsce Piastowe, Rymanów, Zarszyn